# Galeusca - Pobles d'Europa
|  | Aquest article tracta sobre la coalició electoral. Vegeu-ne altres significats a «Galeusca». |

Galeusca - Pobles d'Europa fou una coalició electoral formada pel Bloc Nacionalista Gallec (BNG), pel Partit Nacionalista Basc (PNB), Convergència i Unió (CiU), Bloc Nacionalista Valencià (BLOC) i el PSM-Entesa Nacionalista (PSM-EN), per presentar-se a les eleccions europees de 2004. El seu nom prové de barrejar el nom dels 3 territoris d'on provenen els tres primers partits (Galícia, Euskadi i Catalunya). Tot i que no va formar part de la coalició, el Partit Nacionalista Canari en va demanar el vot.

## Formació
La coalició té les seves arrels en la declaració de Barcelona signada el 18 de juliol de 1998 entre el Partit Nacionalista Basc, Bloc Nacionalista Gallec i Convergència i Unió, en la qual s'intentava recuperar l'esperit dels antics pactes Galeusca en contra de la que consideraven política antiautonomista del president del govern espanyol José María Aznar.
Els quatre primers llocs de la llista van ser ocupats per Ignasi Guardans (Convergència Democràtica de Catalunya, per CiU), Josu Ortuondo Larrea (PNB), Camilo Nogueira (BNG) i Daniel Ortiz (Unió Democràtica de Catalunya, per CiU)
La coalició va obtenir un total de 798.816 vots (5,15%), sent la tercera força política i obtenint dos eurodiputats dels 54 en joc. La coalició va obtenir els seus millors resultats a les Illes Balears (9.394 vots, 3,6%), Catalunya (369.103 vots, 17,44%), País Valencià (19.627 vots, 1,12%), Galícia (141.756 vots, 12,32%), Navarra (4.188 vots, 2,1%) i el País Basc (249.143 vots, 35,28%, la llista més votada), sense sobrepassar el 0,2% a cap altra comunitat autònoma. Inicialment, se li va adjudicar un tercer eurodiputat (Camilo Nogueira). No obstant això, després que el Partit Popular recorregués, la Junta Electoral Central va donar per vàlids alguns vots no considerats inicialment, pel que, per un marge de 167 vots, va concedir l'escó al PP (feia el nombre 24). El Tribunal Constitucional va confirmar la decisió de la Junta Electoral Central.
Els dos eurodiputats elegits s'integraren en el grup de l'Aliança dels Liberals i Demòcrates per Europa.

## Integrants
| Partits | Partits                            |
| ------- | ---------------------------------- |
|         | Partit Nacionalista Basc (EAJ/PNV) |
|         | Bloc Nacionalista Gallec (BNG)     |
|         | Convergència i Unió (CiU)          |
|         | Bloc Nacionalista Valencià (BLOC)  |
|         | PSM-Entesa Nacionalista (PSM-EN)   |

## Resultats electorals
| Parlament Europeu |         |       |      |        |     |
| Any               | Vots    | %     | Pos. | Escons | +/– |
| 2004              | 798.816 | 5,15% | 3r   | 2 / 64 | 3   |